# Aïchatou Ousmane Issaka

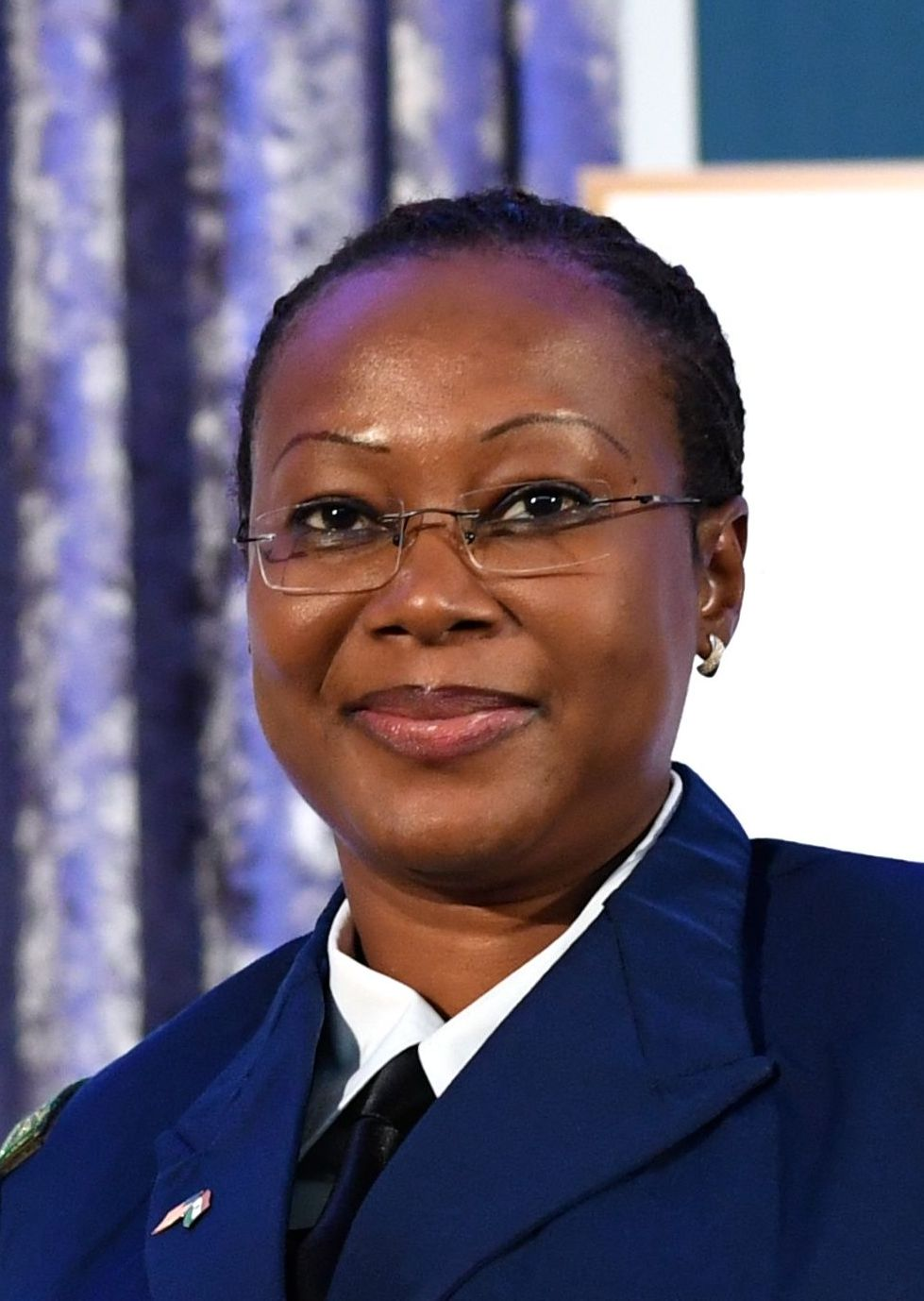
Aïchatou Ousmane Issaka (2017)

Aïchatou Ousmane Issaka (* um 1974) ist eine nigrische Offizierin und Frauenrechtsaktivistin. Für ihr Engagement bei Friedensmissionen der Vereinten Nationen (UN) wurde sie 2016 mit dem erstmals vergebenen UN-Militärpreis für Geschlechtergleichheit und 2017 mit dem “International Women of Courage Award” (IWOC) des Außenministeriums der Vereinigten Staaten ausgezeichnet.

## Leben
Issaka trat 1996 als eine der ersten Frauen in Niger in die Armee ein und gehörte auch zu den ersten Frauen, die die nigrische Militärakademie besuchten. Um den Jahreswechsel 2016/2017 wurde sie vom Capitaine zur Majorin befördert. Issaka ist stellvertretende Direktorin für den sozialen Bereich am Militärkrankenhaus von Niamey.
Issaka lebt in Niamey und ist verheiratet sowie Mutter von drei Kindern.

## Engagement
Issaka war in den Jahren 2014 und 2015 bei der UN-Friedensmission MINUSMA in Gao, Mali eingesetzt. Danach diente sie in der nigrischen Region Diffa, wo die Terrororganisation Boko Haram weiterhin die Bevölkerung bedroht. In ihrem Dienst hat Issaka Führungsrollen übernommen und aktiv geschlechtsspezifische Perspektiven in friedenserhaltende Maßnahmen integriert.

## Ehrungen (Auswahl)
Im Jahr 2016 erhielt Aïchatou Ousmane Issaka den erstmals vergebenen United Nations Military Gender Advocate of the Year Award der Vereinten Nationen mit dem ihr Engagement für den Schutz von Frauen nach der Resolution 1325 des UN-Sicherheitsrates gewürdigt wurde.
Im März 2017 wurde Issaka als zweite nigrische Frau mit dem “International Women of Courage Award” ausgezeichnet. Unter den 13 Ausgezeichneten des Jahres waren auch Frauen aus Bangladesch, Botswana und Vietnam. Der Preis wurde ihnen am 29. März 2017 von Außenminister Thomas A. Shannon und Melania Trump verliehen.